# Anthela pyrrhobaphes
Anthela pyrrhobaphes is een vlinder uit de familie van de Anthelidae. De wetenschappelijke naam van de soort is voor het eerst geldig gepubliceerd in 1925 door Turner.